# 狂鯊
狂鯊（英語：Te Akau Shark，2014年10月2日－2021年2月4日），是一匹曾在新西蘭和澳洲出賽的賽駒。競賽生涯中兩勝國際一級賽。

## 經歷

### 出賽前
「狂鯊」曾兩度推出巿場。週歲時於2016年卡拉卡週歲馬拍賣會當中叫價至$70,000紐元，未達底價收回。兩歲時於2016年紐西蘭兩歲馬拍賣會以$230,000紐元成交，並由DC Ellis購入。

### 2017至2018年度馬季
2017年9月20日，寶遜策騎「狂鯊」勝出一場於新西蘭特里巴馬場舉行的3歲馬處女馬賽。
2017年10月14日，寶遜策騎「狂鯊」勝出一場於新西蘭馬達馬達馬場舉行的3歲馬定磅賽。
2017年11月11日，麥克納策騎「狂鯊」於新西蘭里卡頓馬場舉行的國際一級賽新西蘭二千堅尼跑獲殿軍。
在出戰新西蘭二千堅尼後，「狂鯊」不幸地受傷，錯過餘下的3歲賽季。

### 2018至2019年度馬季
2018年9月1日，「狂鯊」復出，並於沙菲仕的策騎下勝出一場於新西蘭希士廷馬場舉行的指標評分82讓賽。
2018年10月6日，高曼策騎「狂鯊」勝出於新西蘭希士廷馬場舉行的國際三級賽Spring Sprint。
2018年11月14日，寶遜策騎「狂鯊」勝出於新西蘭里卡頓馬場舉行的國際二級賽新西蘭邱吉爾錦標。

### 2019至2020年度馬季
2019年8月17日，寶遜策騎「狂鯊」於新西蘭特里巴馬場舉行的國際二級賽霍士橋碟跑獲第二名。
2019年9月7日，麥道朗策騎「狂鯊」於澳洲蘭域馬場舉行的國際二級賽電車路錦標跑獲第二名。
2019年10月5日，麥道朗策騎「狂鯊」於澳洲蘭域馬場舉行的國際一級賽葉森讓賽跑獲第二名。
2019年10月26日，寶遜策騎「狂鯊」於澳洲滿利谷馬場舉行的國際一級賽覺士盾跑獲第三名。
2020年2月8日，寶遜策騎「狂鯊」勝出於新西蘭特里巴馬場舉行的國際一級賽懷卡托短途錦標。
2020年2月29日，寶遜策騎「狂鯊」勝出於澳洲蘭域馬場舉行的國際一級賽雍容爾雅錦標。
2020年3月21日，寶遜策騎「狂鯊」於澳洲玫瑰崗馬場舉行的國際一級賽佐治萊德錦標跑獲第三名。
2020年4月11日，寶遜策騎「狂鯊」於澳洲蘭域馬場舉行的國際一級賽女皇伊利沙伯錦標跑獲第五名。

### 退役
在出戰女皇伊利沙伯錦標後，「狂鯊」不幸地患上眼疾。雖然「狂鯊」曾接受眼部手術，但由於康復進度不理想，「狂鯊」於2020年12月17日宣佈退役。
退役後，「狂鯊」的眼部健康進一步惡化，出現了雙目全盲的情況，並於2021年2月4日離世，享年6歲。

## 出賽賽事全紀錄
| 比賽日期       | 賽事名稱         | 賽事班次   | 賽道 | 賽事路程 | 比賽馬場     | 名次 | 冠軍(亞軍)           | 頭馬時間 | 騎師   | 資料出處 |
| -------------- | ---------------- | ---------- | ---- | -------- | ------------ | ---- | -------------------- | -------- | ------ | -------- |
| 2017年9月20日  | 3歲馬處女馬賽    |            | 草地 | 1100米   | 特里巴馬場   | 1    | (Campari)            | 1.07.61  | 寶遜   | [ 15 ]   |
| 2017年10月14日 | 3歲馬定磅賽      |            | 草地 | 1400米   | 馬達馬達馬場 | 1    | (Charli Rose)        | 1.25.36  | 寶遜   | [ 16 ]   |
| 2017年11月11日 | 新西蘭二千堅尼   | 國際一級賽 | 草地 | 1600米   | 里卡頓馬場   | 4    | Embellish            | 1.34.80  | 麥克納 | [ 17 ]   |
| 2018年9月1日   | 指標評分82讓賽   |            | 草地 | 1200米   | 希士廷馬場   | 1    | (Livin' On A Prayer) | 1.12.57  | 沙菲仕 | [ 18 ]   |
| 2018年10月6日  | Spring Sprint    | 國際三級賽 | 草地 | 1400米   | 希士廷馬場   | 1    | (Love Affair)        | 1.22.68  | 高曼   | [ 19 ]   |
| 2018年11月14日 | 新西蘭邱吉爾錦標 | 國際二級賽 | 草地 | 1600米   | 里卡頓馬場   | 1    | (Boots 'N' All)      | 1.36.37  | 寶遜   | [ 20 ]   |
| 2019年8月17日  | 霍士橋碟         | 國際二級賽 | 草地 | 1200米   | 特里巴馬場   | 2    | 萬年戲劇             | 1.13.44  | 寶遜   | [ 21 ]   |
| 2019年9月7日   | 電車路錦標       | 國際二級賽 | 草地 | 1400米   | 蘭域馬場     | 2    | Dreamforce           | 1:21.69  | 麥道朗 | [ 22 ]   |
| 2019年10月5日  | 葉森讓賽         | 國際一級賽 | 草地 | 1600米   | 蘭域馬場     | 2    | 科靈港               | 1:34.80  | 麥道朗 | [ 23 ]   |
| 2019年10月26日 | 覺士盾           | 國際一級賽 | 草地 | 2040米   | 滿利谷馬場   | 3    | 雍容白荷             | 2:04.21  | 寶遜   | [ 24 ]   |
| 2020年2月8日   | 懷卡托短途錦標   | 國際一級賽 | 草地 | 1400米   | 特里巴馬場   | 1    | (The Mitigator)      | 1.21.70  | 寶遜   | [ 25 ]   |
| 2020年2月29日  | 雍容爾雅錦標     | 國際一級賽 | 草地 | 1600米   | 蘭域馬場     | 1    | (雍容爾雅)           | 1:33.87  | 寶遜   | [ 26 ]   |
| 2020年3月21日  | 佐治萊德錦標     | 國際一級賽 | 草地 | 1500米   | 玫瑰崗馬場   | 3    | Dreamforce           | 1:30.15  | 寶遜   | [ 27 ]   |
| 2020年4月11日  | 女皇伊利沙伯錦標 | 國際一級賽 | 草地 | 2000米   | 蘭域馬場     | 5    | 加踏步               | 2:06.92  | 寶遜   | [ 28 ]   |